# Diasparactus
Diasparactus es un género extinto de tetrápodo diadectomorfo, quer existió durante el Carbonífero Superior en América del Norte.